# 2,6-Dibromphenol
2,6-Dibromphenol ist eine chemische Verbindung, die sowohl zu den Phenolen als auch zu den Halogenaromaten zählt.

## Darstellung
2,6-Dibrombenzol kann durch Bromierung von 4-Hydroxybenzoesäure mit Brom in Schwefelsäure bei 0 °C und anschließender Decarboxylierung der 3,5-Dibrom-4-hydroxybenzoesäure hergestellt werden.

## Reaktionen
Der Methylether kann durch Methylierung mit Iodmethan und Natriummethanolat hergestellt werden und ist auch unter dem Trivialnamen 2,6-Dibromanisol bekannt.
Veresterung mit Essigsäureanhydrid liefert das Acetat, das bei 46 °C schmilzt (CAS-Nummer: 28165-72-2).
Weitere Bromierung von 2,6-Dibromphenol mit Brom in Kaliumbromid-Lösung liefert 2,4,6-Tribromphenol, das seinerseits mit Brom zum 2,4,4,6-Tetrabrom-2,5-cyclohexadienon weiterreagiert. Diese Reaktion kann durch Iodwasserstoff umgekehrt werden.
Die Nitrierung von 2,6-Dibromphenol mit Salpetersäure liefert 2,6-Dibrom-4-nitrophenol (Schmelzpunkt 144–145 °C).

## Vorkommen in der Natur
2,6-Dibromphenol wurde in den Meereswürmern Balanoglossus biminiensis nachgewiesen.